# Выбитское сельское поселение
Выбитское сельское поселение — упразднённое муниципальное образование в Солецком муниципальном районе Новгородской области России.
Административный центр — деревня Выбити.
Упразднено в марте 2020 года в связи с преобразованием муниципального района в муниципальный округ. Оно соответствует административно-территориальной единице Выбитское поселение Солецкого района.

## География
Территория поселения расположена на западе Новгородской области. По территории протекает река Колошка.

## История
В 1471 году в районе нынешних деревень Скирино и Велебицы на берегу реки Шелони произошла Шелонская битва, предрешившая конец Новгородской республики.
Выбитское сельское поселение было образовано законом Новгородской области от 17 января 2005 года № 399-ОЗ, Выбитское поселение — законом Новгородской области от 11 ноября 2005 года № 559-ОЗ.
12 апреля 2010 года в Выбитское сельское поселение было включено упразднённое Невское сельское поселение и соответственно все населённые пункты упразднённого поселения были включены в Выбитское поселение.

## Население
| 2010 | 2012  | 2013  | 2014  | 2015  | 2016  | 2017  |
| ---- | ----- | ----- | ----- | ----- | ----- | ----- |
| 2146 | ↘2080 | ↘2007 | ↘1955 | ↘1919 | ↗1925 | ↘1913 |

## Населённые пункты
В состав поселения входят 56 населённых пунктов.
| №  | Населённый пункт      | Тип населённого пункта | Население |
| -- | --------------------- | ---------------------- | --------- |
| 1  | Белец                 | деревня                | 1         |
| 2  | Бережок               | деревня                | 11        |
| 3  | Блошно                | деревня                | 2         |
| 4  | Большое Данилово      | деревня                | 3         |
| 5  | Велебицы              | деревня                | 176       |
| 6  | Вёска                 | деревня                | 10        |
| 7  | Вольная Лячка         | деревня                | 3         |
| 8  | Вольное Загородище    | деревня                | 2         |
| 9  | Выбити                | деревня                | 882       |
| 10 | Городок               | деревня                | 7         |
| 11 | Гряда                 | деревня                | 3         |
| 12 | Дедково               | деревня                | 2         |
| 13 | Доворец               | деревня                | 17        |
| 14 | Долга                 | деревня                | 16        |
| 15 | Дуданово              | деревня                | 0         |
| 16 | Залесье               | деревня                | 8         |
| 17 | Заполье               | деревня                | 6         |
| 18 | Зелёная               | деревня                | 0         |
| 19 | Зехниха               | деревня                | 0         |
| 20 | Илемёнка              | деревня                | 0         |
| 21 | Иловёнка              | деревня                | 56        |
| 22 | Крючково              | деревня                | 1         |
| 23 | Кук                   | деревня                | 5         |
| 24 | Ланские Горки         | деревня                | 13        |
| 25 | Малиновка             | деревня                | 4         |
| 26 | Мирная                | деревня                | 5         |
| 27 | Михалкино             | деревня                | 9         |
| 28 | Морсино               | деревня                | 12        |
| 29 | Мяково                | деревня                | 36        |
| 30 | Невское               | деревня                | 250       |
| 31 | Никольское Загородище | деревня                | 13        |
| 32 | Новая                 | деревня                | 12        |
| 33 | Новые Горки           | деревня                | 3         |
| 34 | Оберётка              | деревня                | 0         |
| 35 | Осиновик              | деревня                | 5         |
| 36 | Остров                | деревня                | 3         |
| 37 | Песочки               | деревня                | ↘129      |
| 38 | Подберезье            | деревня                | 5         |
| 39 | Речки                 | деревня                | 10        |
| 40 | Светлицы              | деревня                | 117       |
| 41 | Селище                | деревня                | 3         |
| 42 | Середня               | деревня                | 3         |
| 43 | Скирино               | деревня                | 128       |
| 44 | Смехново              | деревня                | 0         |
| 45 | Соловьёво             | деревня                | 0         |
| 46 | Сомино                | деревня                | 47        |
| 47 | Старое Загородище     | деревня                | 20        |
| 48 | Строчицы              | деревня                | 1         |
| 49 | Сухлово               | деревня                | 0         |
| 50 | Уползы                | деревня                | 4         |
| 51 | Хвойная               | деревня                | 80        |
| 52 | Цивилёво              | деревня                | 1         |
| 53 | Цыпино                | деревня                | 10        |
| 54 | Чудинцевы Горки       | деревня                | 11        |
| 55 | Шавково               | деревня                | 0         |
| 56 | Шапково               | деревня                | 1         |

В апреле 2010 года в состав Выбитского сельского поселения вошли 16 деревень из упразднённого Невского сельского поселения: Белец, Большое Данилово, Велебицы, Дедково, Залесье, Крючково, Мирная, Михалкино, Невское, Новая, Песочки, Подберезье, Скирино, Смехново, Хвойная, Чудинцевы Горки.

## Транспорт
По территории поселения проходит участок автодороги Р48 между городом Сольцы и посёлком Волот. Железнодорожная станция в Мяково на линии Октябрьской железной дороги Бологое-Московское — Валдай — Старая Русса — Дно-1.

## Достопримечательности
- Памятник садово-паркового искусства — парк родового имения князей Васильчиковых в деревне Выбити.
- Памятные кресты и памятник в сёлах Скирино и Велебицы, посвящённые Шелонской битве.